# Tricyphona yakushimana
Tricyphona (Tricyphona) yakushimana là một loài ruồi trong họ Pediciidae. Chúng phân bố ở vùng sinh thái Palearctic.